# Флавий Вивиан
Флавий Вивиан (на латински: Flavius Vivianus) е политик на Източната Римска империя през 5 век.
Вивиан е преториански префект на Изтока между 459 и 460 г. През 463 г. той е консул заедно с Флавий Цецина Деций Василий.
Вивиан е баща на Флавий Павел (консул 512 г.) и Адаманций (praefectus urbi на Константинопол 474 – 479 г.).